# Улей (село)
Уле́й (рос. Улей) — село у складі Чернишевського району Забайкальського краю, Росія. Входить до складу Алеурського сільського поселення.

## Населення
Населення — 39 осіб (2010; 35 у 2002).
Національний склад (станом на 2002 рік):
- росіяни — 97 %